# Paraphaenocladius subclavatus
Paraphaenocladius subclavatus är en tvåvingeart som först beskrevs av Jean-Jacques Kieffer 1924.  Paraphaenocladius subclavatus ingår i släktet Paraphaenocladius och familjen fjädermyggor.
Artens utbredningsområde är Polen. Inga underarter finns listade i Catalogue of Life.